# Kia Mohave
La Kia Mohave è una Sport Utility Vehicle di grandi dimensioni, prodotta dalla casa automobilistica coreana Kia Motors a partire dal 2008. La denominazione Mohave viene utilizzata nei principali mercati asiatici mentre in America la vettura è stata importata adottando la denominazione Kia Borrego. In Europa non è stata importata.

## Storia
Anticipata dalla concept car Kia Mesa mostrata per la prima volta al Salone dell'automobile di Detroit del 2005 la Mohave rappresenta un SUV di grande dimensioni a sette posti destinato soprattutto al mercato asiatico e nord americano dove questa tipologia di veicoli gode di ottimo successo. La presentata ufficiale avviene al North American International Auto Show del gennaio 2008.
La denominazione Mohave viene adottata in quasi tutti i mercati in cui venne venduta ad eccezione del Nord America e della Cina dove venne ribattezzato Kia Borrego prendendo il nome dall'omonima contea negli Stati Uniti.
Disegnata da Peter Schreyer la vettura è progettata in gran parte dal centro di ricerche e sviluppo che la Kia possiede in California; utilizza una piattaforma a longheroni e trasverse tipica dei fuoristrada ma una impostazione da SUV di lusso e all'interno della gamma Kia si posiziona in termini di prezzo e motorizzazioni più in alto rispetto alla Sorento. La carrozzeria è lunga 4,88 metri, larga 1,92 metri e alta 1,81 metri. Il passo misura 2,896 metri.
Le sospensioni anteriori sfruttano un'architettura a ruote indipendenti con doppi quadrilateri mentre al retrotreno ritroviamo i bracci multipli con molle elicoidali e barra stabilizzatrice. La trazione è posteriore con la possibilità di inserire elettronicamente la trazione integrale. Il cambio è un automatico sequenziale a 5 o 6 rapporti prodotto dalla Hyundai Powertec. 
Sotto il profilo della sicurezza automobilistica la Mohave prevede l'adozione del controllo di stabilità ESP, del controllo di trazione, del sensore misuratore della pressione degli pneumatici, di poggiatesta attivi e airbag frontali, laterali e posteriori.
Nel giugno 2011 il motore diesel 3.0 common rail V6 viene aggiornato mediante l’introduzione di un nuovo turbocompressore (sigla E-VGT) e del filtro antiparticolato e viene abbinato alla nuova trasmissione automatica sequenziale a 8 rapporti. Inoltre viene omologato Euro 5. Esteticamente viene introdotta una nuova calandra con un nuovo disegno per le bande orizzontali, nuovo fascione anteriore paraurti e la dotazione viene arricchita con gli airbag laterali a tendina di serie su tutti i modelli. Nel marzo 2013 viene introdotta la cintura di sicurezza a 3 punti centrale per il divano posteriore, debutta il pulsante di avviamento del motore e il volante riscaldabile.

### Restyling 2016

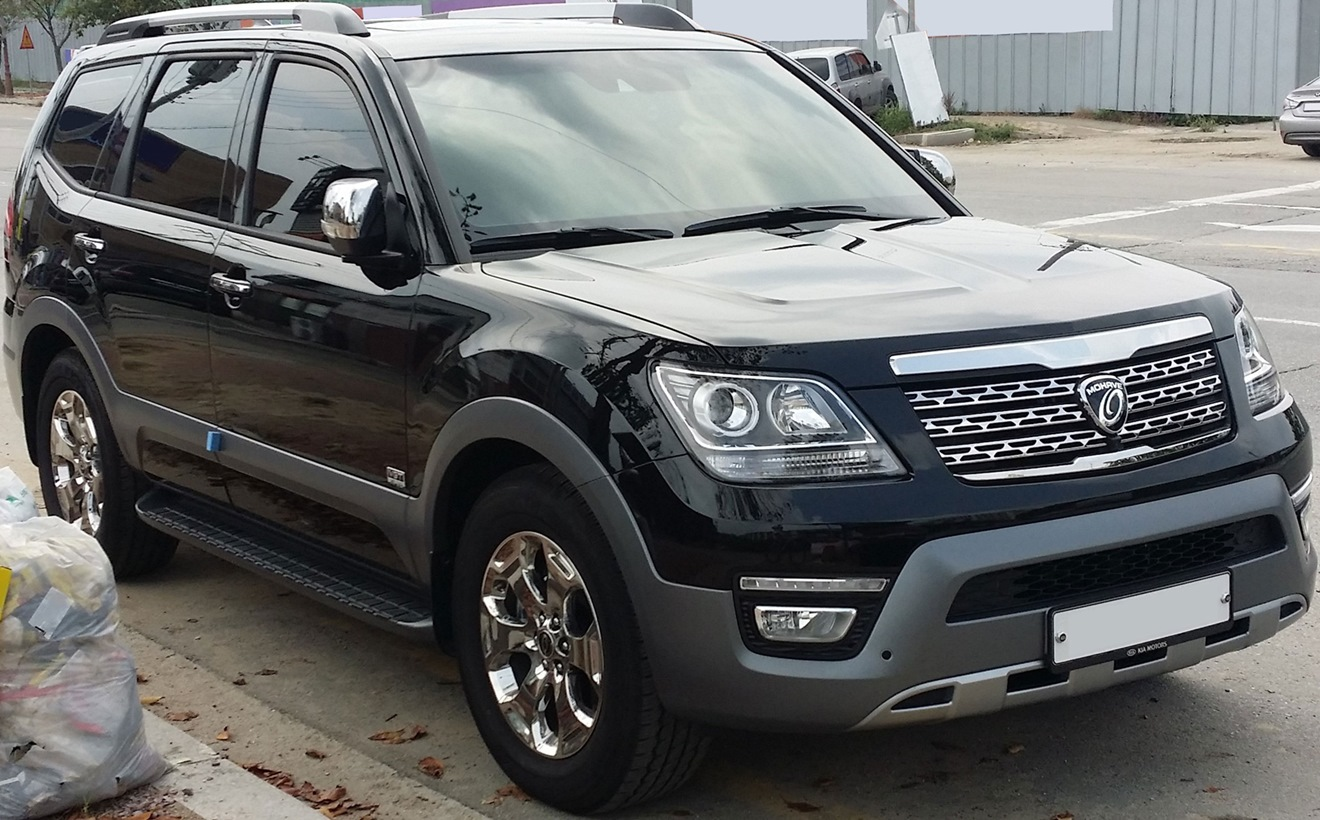
La Mohave dopo il restyling 2016

Il restyling viene presentato il 16 febbraio 2016: la vettura subisce un aggiornamento soprattutto di contenuti non modificando il design  infatti le modifiche sono concentrate solo nei paraurti anteriori che presentano ora uno scudo paracolpi in plastica più sporgente (di conseguenza aumenta la lunghezza a 4,93 metri). I fanali presentano una nuovi grafica con proiettori diurni a LED. Tra i dispositivi di sicurezza vengono introdotti il mantenimento corsia attivo, avviso veicolo in fase di sorpasso, frenata automatica d’emergenza e rilevamento stanchezza e pedoni. La gamma motori viene aggiornata: il 4.6 V8 Tau esce di produzione mentre il 3.0 V6 diesel viene aggiornato alla normativa Euro 6 introducendo il sistema di ricircolo dei gas di scarico a base di urea SCR, la potenza sale a 260 cavalli. 
Anche il 3.8 V6 a benzina viene aggiornato alla normativa Euro 6 e viene abbinato al cambio automatico a 8 rapporti.
Un secondo aggiornamento si è avuto ad aprile 2017 che ha visto l’introduzione di fendinebbia a LED, scudo paracolpi anteriore e posteriore in acciaio, nuova illuminazione interna a LED e rinnovata la grafica della strumentazione e il pomello del cambio.

## Motorizzazioni
La vettura era disponibile con un turbodiesel 3.0 CRDI V6 facente parte della famiglia motoristica S dotato di iniezione diretta common rail, turbina a geometria variabile e di una distribuzione a 4 valvole per cilindro per 24 valvole totali erogante 250 cavalli. Il 3.0 diesel è abbinato ad un cambio automatico a 5 rapporti. 
La gamma di motori benzina disponibili comprendeva il 3.8 V6 (famiglia Lambda) aspirato capace di 266 cavalli (196 kW) e il 4.6 V8 (famiglia Tau) aspirato erogante 361 cavalli (269 kW). Il V6 è abbinato a un cambio automatico a 5 rapporti mentre il V8 ad un automatico a 6 rapporti.